# Ermanno
Ermanno (oft mit dem Namenszusatz italienisch Tedesco ‚Deutsch‘ gelistet; * 16. Jahrhundert) war ein in Florenz wirkender Bildhauer der Renaissance deutscher Herkunft.

## Werk
Für die Kartäuserkirche von Florenz (Certosa di Firenze) schuf er 1609 zwei Figuren über dem Choreingang. Sie stellen die Madonna und den Apostel Johannes dar. Erwähnung fand der Bildhauer 1792 in den Notizie istoriche dei contorni di Firenze des Domenico Moreni.